# Los Pinos, Purísima del Rincón
Los Pinos är en ort i Mexiko.   Den ligger i kommunen Purísima del Rincón och delstaten Guanajuato, i den centrala delen av landet, 300 km nordväst om huvudstaden Mexico City. Los Pinos ligger 1 752 meter över havet och antalet invånare är 129.
Terrängen runt Los Pinos är platt österut, men västerut är den kuperad. Runt Los Pinos är det ganska tätbefolkat, med 230 invånare per kvadratkilometer. Närmaste större samhälle är San Francisco del Rincón, 3,1 km norr om Los Pinos. Trakten runt Los Pinos består till största delen av jordbruksmark.